# 1207
Cette page concerne l'année 1207  du calendrier julien. Pour l'année 1207 av. J.-C., voir 1207 av. J.-C.
L'année 1207 est une année commune qui commence un lundi.

## Événements
- 5 mars : Kay Khusraw Ier prend Adalia (Antalya) aux Byzantins (la ville est défendue par un aventurier toscan, Aldobrandini[1]. Avec la prise d’Alaya aux Arméniens en 1216, le sultanat de Rum s’ouvre au commerce international.

- Début de la conquête mongole de l’Asie (fin en 1279) : Djötchi, fils aîné de Gengis Khan soumet les Kirghiz et d’autres peuples forestiers au sud de la Sibérie (Oïrat, Bouriates, Tümet). À l’automne, Gengis Khan intervient contre les Xixia. Les Ongüt de l’Ordos, les Ouïgours et les Karlouks de l’Ili se rallient spontanément à l’empire[2].

- Le shah du Khwarezm Ala ad-Din Muhammad prend Boukhara et Samarcande aux Kara-Khitans[3].

- Renouvellement du traité commercial entre Pise et l’Égypte[4].
- Début d’un accord commercial entre Venise et le sultan d’Alep (fin en 1216)[5].

### Europe
- 5 au 10 janvier[6] : Innocent III envoie plusieurs bulles en Pologne. Le pays est placé sous la protection du Saint-Siège[7].

- 2 février : Philippe de Souabe établit la principauté de Livonie (Terra Mariana)[8], attribuée comme fief d'Empire à l’évêque de Riga Albert de Buxhoeveden. L’évêque entre en conflit avec les chevaliers porte-glaives. Il doit leur céder le tiers du pays[9].
- 29 mai : le pape Innocent III confirme par lettre l’excommunication de Raymond VI de Toulouse par son légat Pierre de Castelnau. Au printemps, Raymond VI refuse d’accéder au traité de paix négocié entre des seigneurs provençaux par Pierre de Castelnau, qui a obtenu leur participation à une croisade contre les cathares du Languedoc. Le légat excommunie le comte de Toulouse et jette l’interdit sur ses terres. Raymond doit céder et jure d’exterminer les hérétiques, mais le légat juge qu’il n’y met pas assez de zèle et renouvelle l’excommunication[10].

- 17 juin : Étienne Langton est consacré archevêque de Canterbury par le pape à Viterbe. Cette nomination provoque la brouille entre Jean sans Terre et le Saint-Siège au sujet du titulaire de l’archevêché de Canterbury[11]. Étienne Langton, proposé par le pape, est finalement retenu (1213).
- Juillet : Venise qui a repris Corfou aux Génois, cède l’île à des particuliers (fin en 1214)[12].

- Août : 
  - L’excommunication de Philippe de Souabe est levée à la diète de Worms[13]. Réconciliation du pape Innocent III et de Philippe de Souabe[14].
  - Les Vénitiens prennent la forteresse de Candie en Crète, qui s’est révolté à l’instigation du comte de Malte[15].
- Début septembre : colloque de Pamiers, qui prolonge le colloque de Montréal tenu entre la fin 1206 et avril 1207. Dernier débat contradictoire entre catholiques (Diego d’Osma) et cathares (notamment Benoît de Termes) et entre catholiques et vaudois[16].
- 28 août[17] : fondation de la ville de Liverpool, en Angleterre.

- 4 septembre : Boniface de Montferrat, roi de Thessalonique, est tué par les Bulgares de Kaloyan dans une embuscade à Mosynopolis, dans les Rhodopes[18].
- 22 septembre[19] : Vsevolod III fait emprisonner à Vladimir les princes de Riazan et leur famille qui se sont rebellés[20]. La population de Riazan, après avoir résisté au grand-prince, est déportée et la ville est brûlée.
- 29 octobre : le traité frontalier de Guadalajara est signé entre la Castille, l’Aragon et la Navarre[21].

- Création de la Maison-Dieu de Montmorency, un hôpital comportant 12 lits pour accueillir les « pôvres du Christ », par le connétable de France Matthieu II de Montmorency[22].